# エムクオーティエ
エムクオーティエ（ 英語: EmQuartier）はザ・モールグループが2015年3月27日に開業した、総面積25万平方メートルのショッピングセンターや映画館、オフィスビル等の3棟の複合商業施設の総称である。
エンポリアムの向かい側に位置し、外国人顧客の重要性を強調しながらサイアムパラゴンと同様の中間から富裕層の顧客向け店舗がセレクトされている。インテリアはエンポリアムと同様にホワイトゴールドを使用。

## 建物の特徴

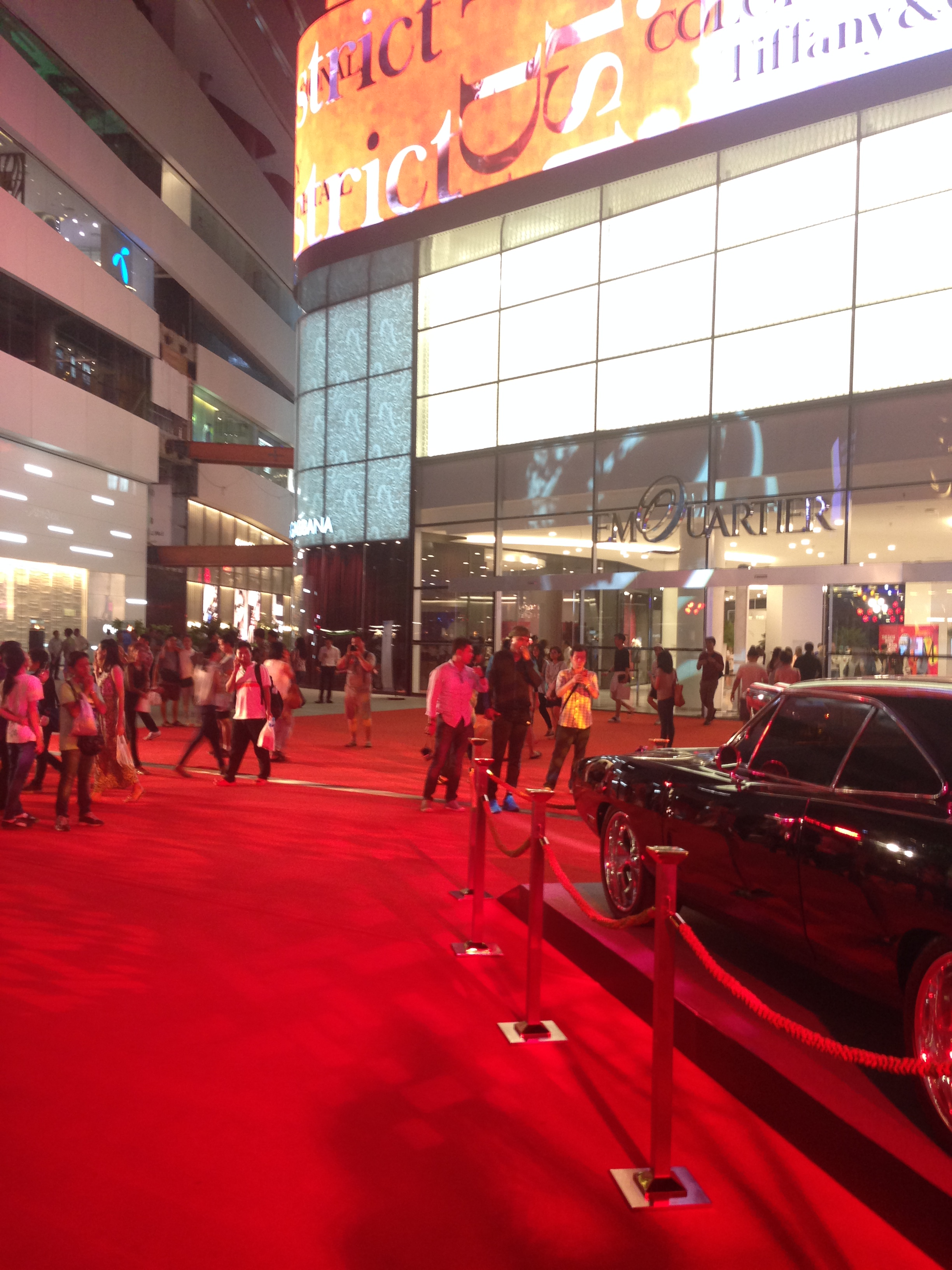
グラスクオーティエの入り口と、クオーティエパーク

エムクオーティエの3つの建物にはそれぞれを結ぶ連絡橋があり、M階の出入り口からはBTSスカイトレインのプロムポン駅や、対面するエンポリアムに簡易に移動が出来る。
白い壁と自然植物を多用して「都会のオアシス」をイメージしている。夜間のイベントでは白い壁をキャンバスにしたプロジェクションマッピングという映像技術を使用し、花火や音響を使った派手な上演を行なう。

- HELIX QUARTIER ヘリックス・クオーティエ

またはA棟（スクムビット・ソイ35側）には専門店と高級飲食店が集まる。ファッション以外にもSONYやアップルなどのITストア、JTBやMOGA等の日系ストアが多数あり生活必要品のすべてが揃う。
地上5階には空中庭園の形状をしたヘリックス・ガーデンが無料で開放され、定期的にマーケットやコンサートが開催されている。このフロアから最上階の9階まで螺旋状のレストラン街が並び、最上階にはザ・モールグループオーナーが所有するルーフトップバーのFLAMENCO (フラメンコ)が入居している。
地下駐車場はラウンジ付きで2,500台利用可。高級車専用の駐車スペースや、タイで初めてのオート駐車システムを完備している。
主なテナント  PRADA、Michael Kors、Rolex、BEAMS、JTB、MOGA AVEDA、 ANASTASIA、ANOTHER STORY、MK LIVE、 SAVA ALL DAY DINING、FUJI JAPANESE RESTAURANT、HAAGEN DATZ、HOKKAIDON、GAI HOUND 等
- GLASS QUARTIER グラス・クオーティエ

またはB棟（政府貯蓄銀行プロムポン支店前の建物）は、プロムポン駅から直近の建物でユニクロやZARAなどの大型ファッションストア、紀伊国屋書店などの専門店、フィットネス、フードコート、また45階建てのオフィスビル、ビラジタワーで構成される。  M階のオフィスビル入口からは、高速エレベーターで屋上のヘリポートや45階のプライベートラウンジに移動が可能。展望台はガラスでデザインされ、すべてのインテリア装飾はホワイトゴールド。
主なテナント  SEPHORA、BAO BAO by ISSEI MIYAKE、D&G、ZARA、H&M、ユニクロ、紀伊国屋書店、BOOTS、BANANA IT、ROOM CONCEPT、QUARTIER CINEART、BOUNCE、VIRGIN ACTIVE、HARRODS、PIERRE HERME 等
- WATERFALL QUARTIER ウォーターフォール・クオーティエ

またはC棟（滝の流れる建物）は駐車場を主として、地上G階にスーパー、2階にエムジョイ (家族向けフロア)、3階に銀行、4階に映画館が入店している。   建物外にはアジアで最も高い人工滝 (※2015年開業当時) が流れ、館内にも3階建ての高さを誇るスパイラルLEDディスプレイが設置されている。
タイのアイドルグループBNK48の最初のデジタル・ライブスタジオが１階にオープンした。2019年10月にスタジオがMBKセンターへ移動となった現在も、旧スタジオの中が見えるガラス張りの状態で保存されている。
主なテナント  COS、CALVIN KLEIN、DKNY、PAUL SMITH、BAPE、バンコク銀行、カシコン銀行、アユタヤ銀行、サイアムコマーシャル銀行、GREYHOUND、DEAN & DELUCA 等

## 受賞

### エムクオーティエ
- タイプロパティアワード 2014  ブランチ：建築設計、商業ビル
- タイプロパティアワード 2014  ベストコマーシャルビルディングブランチ
- アジアパシフィックプロパティアワード2015  ベストコマーシャルビルディングブランチ 2015 - 2016

### ビラジタワー
- タイプロパティアワード 2014
- アジアパシフィックプロパティアワード 2015  ベストオフィスビルディングブランチ 2015-2016
- アジアパシフィックプロパティアワード 2015

## 参照
- エムクオーティエ | 【公式】タイ国政府観光庁
- エムクオーティエ [EmQuartier] | バンコクナビ
- プロンポンの新たな大型複合施設 “EmQuartier” 徹底ガイド

## その他の情報
- エムクオーティエ公式サイト (タイ語・英語)